# فرهنگ اوکونف
فرهنگ اوکونف (به روسی: Окуневская культура) فرهنگ عصر برنز مربوط به نیمه اول هزاره دوم قبل از میلاد در مینوسینسک توخالی در جنوب سیبری.
این فرهنگ به دلیل استقرار اوکونف در جنوب خاکاسیا، جایی که فرهنگ توسط سرگئی تپلوخوف در سال ۱۹۲۸ کشف شد.
فرقه اوکونف قبل از این فرهنگ وجود داشت. شباهت بین برخی اشیاء از محل دفن اوکونف و اشیا یافت شده در سایت‌های مجاور رودخانه اوب و منطقه دریاچه بایکال نشان می‌دهد که حاملان فرهنگ اوکونف از مناطق شمالی تایگا به جنوب سیبری آمد. در حالی که فرهنگ Afanasevo هند و اروپایی در نظر گرفته می‌شود، فرهنگ اوکونف به‌طور کلی به عنوان گسترش فرهنگ جنگلی غیر هند و اروپایی محلی در منطقه در نظر گرفته می‌شود.
فرهنگ اوکونف نشان داده شده‌است توسط سازه‌های دفن، که از محفظه‌های کوچک و مستطیلی شکل ساخته شده از صفحات سنگی به صورت عمودی در زمین قرار گرفته بودند. در داخل این محوطه‌ها قبور وجود داشت که با صفحات سنگی نیز پوشانده شده بود.
یافته‌های حاصل از فرهنگ اوکونف شامل ظروف مخروطی مانند کوزه و مجلل است. کالاهای مس و برنز، از جمله چاقوهای برگ مانند، قلاب ماهی، و حلقه‌های زمانی؛ و آثار هنری، که شامل مجسمه‌های سنگی با صورت انسان و تصاویر پرندگان و جانوران حک شده بر روی پلاک‌های استخوان یا چکش کاری شده روی صفحات سنگی بود.
شغل اصلی مردم دامداری (گاو، گوسفند و بز) بود که با شکار و ماهیگیری تکمیل می‌شد. هیچ نشانه قابل توجهی از طبقه‌بندی ملک و اجتماعی وجود نداشت، فرهنگ اوکونف با فرهنگ آندرونوو.